# Next Generation ATP Finals
Die Next Generation ATP Finals sind ein seit 2017 jährlich ausgetragenes Tennisturnier für die besten unter 20-jährigen Tennisspieler der Saison. Bis 2023 lag das Alterslimit bei 21 Jahren. Von 2019 bis 2022 fand das Turnier in der Mehrzweckhalle PalaLido in der italienischen Stadt Mailand statt. Zuvor wurde das Turnier zwei Jahre auf dem Messegelände Fiera di Milano abgehalten. Von 2023 bis 2027 wird das Turnier in der King Abdullah Sport City Hall in Dschidda, Saudi-Arabien, ausgetragen. Das Preisgeld wurde von 1,4 Millionen (2022) auf zwei Millionen US-Dollar angehoben. Es werden bei diesem Turnier einige, auf der ATP Tour sonst nicht praktizierte Regeln angewandt und ausprobiert.

## Geschichte
Die ATP gab im November 2016 bekannt, dass nach einem „ordnungsgemäßen Ausschreibungsverfahren“ die Stadt Mailand den Zuschlag für ein Turnier der Next Generation bekommen soll. Das Turnier dauert fünf Tage und orientiert sich an dem Austragungsverfahren der ATP Finals. Bei Gründung des Turniers wurde beschlossen, dass es vorerst auf fünf Jahre begrenzt veranstaltet werden sollte. Die Organisation des Turniers übernahm die Federazione Italiana Tennis (italienischer Tennisverband) in Zusammenarbeit mit dem italienischen Olympischen Komitee. Bereits im ersten Jahr kam es zu einem besonderen Umstand. Der 20-jährige Alexander Zverev war zugleich für die Next Generation ATP Finals und die ATP Finals der besten acht Spieler aus dem Jahr qualifiziert. Da die Veranstaltungen terminlich direkt aufeinander folgten, entschied er sich für die letztgenannte Variante. Seitdem waren jedes Jahr Spieler für beide Veranstaltungen qualifiziert und nahmen lediglich an den ATP Finals teil.

## Format
Wie bei den ATP Finals werden an den ersten drei Tagen des Turniers in zwei Vierergruppen Round Robin gespielt. Danach wird über Kreuz jeweils ein Halbfinale gefolgt vom Finale ausgetragen. Qualifiziert sind die sieben Spieler im Alter von 20 Jahren oder jünger mit den meisten Weltranglistenpunkten der Saison. Der achte Startplatz wird per Wildcard vergeben.

## Regeln
Eine Vielzahl an besonderen Regeln wurden für das Turnier eingeführt, von denen einige später auch flächendeckend eingeführt wurden:
- Spiel auf drei Gewinnsätze (Best-of-five), vier Spiele gewinnen einen Satz; ein Tie-Break wird beim Stand von 3:3 gespielt
- Die Zeit zwischen den Punkten wird von 25 Sekunden auf 15 Sekunden verkürzt, wenn ein Punkt weniger als drei Ballwechsel beträgt (z. B. 2 Schüsse = 15 Sekunden; 3 Schüsse = 25 Sekunden).
- keine Lets
- Zwischen dem ersten und zweiten Aufschlag dürfen maximal acht Sekunden Zeit vergehen
- No-Ad-Regel (es wird ein Entscheidungspunkt bei 40:40 gespielt, der Receiver entscheidet, von welcher Seite er retourniert)
- keine Linienrichter (nur Hawk-Eye), bei engen Entscheidungen mit Übertragung auf Bildschirme für Spieler und Zuschauer
- das Match beginnt drei Minuten, nachdem die Spieler eingetroffen sind
- nach dem ersten Spiel gibt es keinen Seitenwechsel
- Die Spieler wechseln die Seiten und pausieren für 90 Sekunden, nachdem die ersten drei Spiele gespielt wurden, noch einmal, wenn der Satzstand 3:2 erreicht wurde (d. h. nach zwei weiteren Spielen im Satz) und dann wieder am Ende des Satzes (unabhängig vom endgültigen Satzstand).
- Die Spieler wechseln die Seiten nach jeweils sechs Punkten im Tiebreak.
- Die Pause am Ende des Satzes beträgt 90 Sekunden, reduziert von 120 Sekunden
- maximal ein medizinisches Timeout pro Spieler pro Match
- limitiertes Coaching über Headsets ist erlaubt
- Zuschauer dürfen sich während des Spiels bewegen (außer hinter den Grundlinien)
- Spieler dürfen während der Spiele tragbare Auswertungsgeräte tragen. Die Spieler können dadurch einen Überblick über ihre körperliche Leistungsfähigkeit und Stressreaktionen während der Spiele erhalten.
- In-Match-Analysen stehen Trainern am Spielfeldrand zur Verfügung

## Weltranglistenpunkte und Preisgeld
Das Turnier schüttet anders als die ATP Finals keine Punkte für die Weltrangliste aus, wenngleich die Siege und Niederlagen in die offizielle Statistik der ATP einfließen. Das Preisgeld wird jedoch zur Karriere-Preisgeldrangliste addiert. Das Preisgeld betrug bis 2022 1,275 Millionen US-Dollar, wurde 2023 auf 2 Millionen US-Dollar und 2024 auf 2.050.000 US-Dollar erhöht.

## Siegerliste
| Austragungsort | Jahr | Sieger             | Finalgegner     | Finalergebnis             |
| -------------- | ---- | ------------------ | --------------- | ------------------------- |
| Dschidda       | 2025 |                    |                 |                           |
| Dschidda       | 2024 | João Fonseca       | Learner Tien    | 2:4, 4:38, 4:0, 4:2       |
| Dschidda       | 2023 | Hamad Međedović    | Arthur Fils     | 3:46, 4:1, 4:2, 3:49, 4:1 |
| Mailand        | 2022 | Brandon Nakashima  | Jiří Lehečka    | 4:35, 4:36, 4:2           |
| Mailand        | 2021 | Carlos Alcaraz     | Sebastian Korda | 4:35, 4:2, 4:2            |
| Mailand        | 2020 | ausgefallen        | ausgefallen     | ausgefallen               |
| Mailand        | 2019 | Jannik Sinner      | Alex de Minaur  | 4:2, 4:1, 4:2             |
| Mailand        | 2018 | Stefanos Tsitsipas | Alex de Minaur  | 2:4, 4:1, 4:35, 4:32      |
| Mailand        | 2017 | Chung Hyeon        | Andrei Rubljow  | 3:43, 4:33, 4:2, 4:2      |